# Cantone di La Chapelle-sur-Erdre
Il Cantone di La Chapelle-sur-Erdre è una divisione amministrativa dell'arrondissement di Nantes.
A seguito della riforma approvata con decreto del 25 febbraio 2014, che ha avuto attuazione dopo le elezioni dipartimentali del 2015, è passato da 4 a 6 comuni.

## Composizione
I 4 comuni facenti parte prima della riforma del 2014 erano:
- La Chapelle-sur-Erdre
- Grandchamp-des-Fontaines
- Sucé-sur-Erdre
- Treillières

Dal 2015 i comuni appartenenti al cantone sono i seguenti 6:
- La Chapelle-sur-Erdre
- Fay-de-Bretagne
- Grandchamp-des-Fontaines
- Sucé-sur-Erdre
- Treillières
- Vigneux-de-Bretagne